# 1868年阿里卡大地震
1868年阿里卡大地震是指1868年8月13日於當地時間在下午4點45分，發生在南美洲的智利阿里卡附近（當時被秘魯管轄）的強烈地震，震央座標為18°30′S 71°0′W / 18.500°S 71.000°W，估計矩震級為9.1Mw。

## 历史
這場地震原因是由納斯卡板塊沉入到南美洲板塊所導致了引發強烈地震。隨後在北美洲的美國夏威夷、亞洲的日本和大洋洲的紐西蘭也有地震引發了太平洋海嘯的記錄，在地震之後52分鐘，第一波浪高高度為12公尺的巨大海嘯就已經抵達了阿里卡，接著大約在73分鐘之後，又出現了浪高高度為16公尺的巨大海嘯，巨大海嘯在美國夏威夷和紐西蘭都造成了嚴重的破壞。同年8月25日發生了約400次的餘震。這場地震的规模被今村文彦教授等人推定为海啸震级（Mt）为9.0。